# بدء التشغيل (بودكاست)
بدء التشغيل (بودكاست)، هو بودكاست أمريكي من جيمليت ميديا يستضيفه اليكس بلوم بيرغ وليزا تشاو. في حين أن الموسمين الأولين يتابعان قصص بدء الأعمالالتجارية - الموسم الأول حول بداية جيمليت ميديا نفسها، والموسم الثاني، شركة المواعدة المسماة «ديتينغ رينغ» أو خاتم المواعدة- يتبعالموسم الثالث نشاطًا تجاريًا واحدًا لكل حلقة. بدأ الموسم الرابع باتباع جيلميت ميديا مرة أخرى، ثم بث حلقات تركز على الشركات الأخرى. يتبع الموسم السادس إنتاج المسلسل التلفزيوني الذي تم إنشاؤه حول البودكاست. يغطي الموسم الأخير تأسيس مدارس اكاديمية النجاحالمستأجرة في مدينة نيويورك.
تم عرض الموسم الأخير من بودكاست ستارت اب لأول مرة في أواخر عام 2019 وغطى عملية بيع جيلميت ميديا لشركة الوسائط المتدفقة سبوتيفاي.

تم إصدار الحلقة الأولى في 5 سبتمبر 2014، حيث عرض أليكس بلومبرج عرضًا لشركته على المستثمر المغامر كريس ساكا. اعتبارًا من فبراير 2015، تلقى البودكاست ما يقرب من 1,000,000 مستمع شهريًا.
اليكس، اينك. مسلسل هزلي مبني على البودكاست، تم عرضه لأول مرة على قناة أي بي سي في 28 مارس 2018. المسلسل من بطولة زاك براف، مع بلومبرج كمنتج تنفيذي. تم إلغاء المسلسل بعد الموسم الأول.